# Jakub Plšek
Jakub Plšek (Jasenná, 13 dicembre 1993) è un calciatore ceco, centrocampista della Puskás Akadémia.

## Statistiche

### Presenze e reti nei club
Statistiche aggiornate al 18 agosto 2020.
| Stagione             | Squadra              | Campionato           | Campionato | Campionato | Coppe nazionali | Coppe nazionali | Coppe nazionali | Coppe europee | Coppe europee | Coppe europee | Altre coppe | Altre coppe | Altre coppe | Totale | Totale |
| Stagione             | Squadra              | Comp                 | Pres       | Reti       | Comp            | Pres            | Reti            | Comp          | Pres          | Reti          | Comp        | Pres        | Reti        | Pres   | Reti   |
| -------------------- | -------------------- | -------------------- | ---------- | ---------- | --------------- | --------------- | --------------- | ------------- | ------------- | ------------- | ----------- | ----------- | ----------- | ------ | ------ |
| 2012-2013            | Sigma Olomouc        | 1L                   | 9          | 1          | MC              | 4               | 0               | -             | -             | -             | -           | -           | -           | 13     | 1      |
| 2013-2014            | Sigma Olomouc        | 1L                   | 7          | 0          | MC              | 1               | 0               | -             | -             | -             | -           | -           | -           | 8      | 0      |
| 2014-2015            | Sigma Olomouc        | 2L                   | 26         | 10         | MC              | 0               | 0               | -             | -             | -             | -           | -           | -           | 26     | 10     |
| 2015-2016            | Sigma Olomouc        | 1L                   | 20         | 2          | MC              | 3               | 2               | -             | -             | -             | -           | -           | -           | 23     | 4      |
| 2016-2017            | Sigma Olomouc        | 2L                   | 28         | 18         | MC              | 2               | 1               | -             | -             | -             | -           | -           | -           | 30     | 19     |
| 2017-2018            | Sigma Olomouc        | 1L                   | 29         | 11         | MC              | 2               | 2               | -             | -             | -             | -           | -           | -           | 31     | 13     |
| 2018-2019            | Sigma Olomouc        | 1L                   | 28+2       | 5          | MC              | 2               | 3               | UEL           | 4             | 0             | -           | -           | -           | 36     | 8      |
| 2019-gen. 2020       | Sigma Olomouc        | 1L                   | 20         | 7          | MC              | 2               | 0               | -             | -             | -             | -           | -           | -           | 22     | 7      |
| Totale Sigma Olomouc | Totale Sigma Olomouc | Totale Sigma Olomouc | 167+2      | 54         |                 | 16              | 8               |               | 4             | 0             |             | -           | -           | 189    | 62     |
| gen.-giu. 2020       | Puskás Akadémia      | NBI                  | 15         | 0          | MK              | 4               | 0               | -             | -             | -             | -           | -           | -           | 19     | 0      |
| Totale carriera      | Totale carriera      | Totale carriera      | 167+2      | 54         |                 | 16              | 8               |               | 4             | 0             |             | -           | -           | 189    | 62     |

## Palmarès

### Club

#### Competizioni nazionali
- Supercoppa della Repubblica Ceca: 1

Sigma Olomouc: 2012
- Fotbalová národní liga: 2

Sigma Olomouc: 2014-2015, 2016-2017

### Individuale
- Capocannoniere della Fotbalová národní liga: 1

2014-2015 (13 reti)